# 1102 Pepita
1102 Pepita è un asteroide della fascia principale del diametro medio di circa 39,27 km. Scoperto nel 1928, presenta un'orbita caratterizzata da un semiasse maggiore pari a 3,0699807 UA e da un'eccentricità di 0,1165824, inclinata di 15,79944° rispetto all'eclittica.
L'asteroide è dedicato allo scopritore che era chiamato amichevolmente Pepito.